# دلفزايل
دلفزايل Delfzijl  مدينة وبلدية هولندية تقع في الشمال الشرقي للبلاد بمقاطعة خرونينجن.

## طوبوغرافيا
خريطة طوبوغرافية هولندية لبلدية دلفزايل، يونيو 2015، (تقرأ بعد ثلاث نقرات على الخريطة)

## توأمة
لدلفزايل اتفاقيات توأمة مع كل من:
- حكومة أمستردام
- ساير
- زيلزاته
- تشيزيناتيكو

## أعلام
- مارت ديكسترا
- بوب مولدر